# Große Kapelle zu Esterloh
Große Kapelle zu Esterloh (auch Laimer-Kapelle) ist das Wahrzeichen des Weilers Esterloh. Die Kapelle ist Maria von der immerwährenden Hilfe gewidmet und wurde in ihrer jetzigen Form im Jahre 1868 errichtet, nachdem der Wegmacher Zehentner einen Stein mit dem Bildnis Mariens an dieser Stelle auf der Straße fand. Im Mai finden regelmäßig Maiandachten statt. Sie ist inzwischen baufällig und wird nicht mehr benutzt.